# Predappio-Roma 1933
La Predappio-Roma 1933, sesta e ultima edizione della corsa, si svolse dal 21 al 23 aprile 1933 su un percorso di 629,4 km con partenza da Predappio e arrivo a Roma. Aperta a professionisti e indipendenti, fu vinta dall'italiano Allegro Grandi, che completò il percorso in 20h58'05" precedendo i connazionali Armando Zucchini e Giovanni Firpo. Dei 48 ciclisti al via, conclusero la prova in 28.

## Percorso
Organizzata dal quotidiano sportivo romano Il Littoriale, la sesta edizione della Predappio-Roma fu la prima tenuta non come corsa di un giorno, ma in due tappe. La prima tappa, di 286,2 km, prese il via da Predappio Nuova e transitò nell'ordine da Forlì, Faenza, Imola, Bologna (km 80,1), Marzabotto, Bagni della Porretta, Le Piastre (km 167,2, 761 m s.l.m.), Pistoia, Prato, Passo Croci (km 217, 427 m s.l.m.), Dicomano, Pontassieve, per giungere infine allo Stadio Berta a Firenze. La seconda tappa, di ben 343,2 km, ebbe avvio a Firenze proseguendo verso Bagno a Ripoli, Figline Valdarno, Montevarchi, Arezzo (km 77,1), Castiglion Fiorentino, Passignano sul Trasimeno e Perugia (km 155); da lì, transito per Foligno, Spoleto, il Valico della Somma (km 227,6, 669 m s.l.m.), Terni, Narni, Civita Castellana (km 291,8) e Rignano Flaminio. Si entrò a Roma passando da Ponte Milvio, con traguardo posto al trotter di Villa Glori.

## Tappe
| Tappa  | Data      | Percorso            | km               | Vincitore di tappa | Leader cl. generale |
| ------ | --------- | ------------------- | ---------------- | ------------------ | ------------------- |
| 1ª     | 21 aprile | Predappio > Firenze | 286,2            | Mario Cipriani     | Mario Cipriani      |
|        | 22 aprile | giorno di riposo    | giorno di riposo | giorno di riposo   | giorno di riposo    |
| 2ª     | 23 aprile | Firenze > Roma      | 343,2            | Allegro Grandi     | Allegro Grandi      |
| Totale | Totale    | Totale              | 629,4            |                    |                     |

## Dettagli delle tappe

### 1ª tappa
- 21 aprile: Predappio > Firenze – 286,2 km

Risultati
| Pos. | Corridore        | Squadra      | Tempo     |
| ---- | ---------------- | ------------ | --------- |
| 1    | Mario Cipriani   | Ganna        | 10h03'15" |
| 2    | Antonio Andretta | V.C. Vicenza | s.t.      |
| 3    | Luigi Marchisio  | Olympia      | s.t.      |

| Pos. | Corridore         | Squadra      | Tempo     |
| ---- | ----------------- | ------------ | --------- |
| 1    | Mario Cipriani    | Ganna        | 10h00'15" |
| 2    | Antonio Andretta  | V.C. Vicenza | a 2'00"   |
| 3    | Agostino Bellandi | Ganna        | a 2'30"   |

### 2ª tappa
- 23 aprile: Firenze > Roma – 343,2 km

Risultati
| Pos. | Corridore        | Squadra | Tempo     |
| ---- | ---------------- | ------- | --------- |
| 1    | Allegro Grandi   | Dei     | 10h57'50" |
| 2    | Armando Zucchini | Olympia | s.t.      |
| 3    | Giovanni Firpo   | Gloria  | s.t.      |

| Pos. | Corridore        | Squadra | Tempo     |
| ---- | ---------------- | ------- | --------- |
| 1    | Allegro Grandi   | Dei     | 20h58'05" |
| 2    | Armando Zucchini | Olympia | a 30"     |
| 3    | Giovanni Firpo   | Gloria  | a 1'00"   |

## Ordine d'arrivo (Top 10)
| Pos. | Corridore         | Squadra      | Tempo     |
| ---- | ----------------- | ------------ | --------- |
| 1    | Allegro Grandi    | Dei          | 20h58'05" |
| 2    | Armando Zucchini  | Olympia      | a 30"     |
| 3    | Giovanni Firpo    | Gloria       | a 1'00"   |
| 4    | Carlo Moretti     | Dei          | a 31'31"  |
| 5    | Nino Sella        | Olympia      | s.t.      |
| 6    | Amerigo Cacioni   | Maino        | a 32'29"  |
| 7    | Antonio Andretta  | V.C. Vicenza | a 35'33"  |
| 8    | Felice Gremo      | Dei          | s.t.      |
| 9    | Paride Scacchetti | S.S. Guerra  | a 35'43"  |
| 10   | Vasco Bergamaschi | Maino        | s.t.      |